# Галлагер, Клэр
Клэр Кэтрин Галлагер (англ. Clare Gallagher); род. 1 ноября 1991 в Энглвуде, Колорадо, США) — американская бегунья на длинные дистанции. Специализируется на ультрамарафоне. Живёт в Боулдере, штат Колорадо.
| Год  | Соревнование                        | Дата проведения | Место | Дистанция | Время    |
| ---- | ----------------------------------- | --------------- | ----- | --------- | -------- |
| 2016 | Ледвилл Трейл 100                   | 20 августа 2016 | 1     | 100 миль  | 19:00:27 |
| 2017 | Ультратрейл Курмайёр-Шампекс-Шамони | 1 сентября 2017 | 1     | 100 миль  | 12:13:57 |
| 2019 | Way Too Cool 50K                    | 2 марта 2019    | 1     | 50 км     | 3:53:10  |
| 2019 | Вестерн Стейтс                      | 29 июня 2019    | 1     | 100 миль  | 17:23:25 |